# Molindon

Strukturformel

Molindon är ett neuroleptikum som är typiskt, det vill säga av äldre typ. Molindon ger viktminskning. Viktökning kan ofta vara en besvärande biverkan av neuroleptika idag. Molindon säljs inte i Sverige, men fanns tidigare i USA under varunamnet Moban.
Viktminskningen bland användare vid användning av Molindon var i genomsnitt 7,6 kg och den största  minskningen skedde under den första månaden.
Molindon finns i styrkorna 5–100 milligram. En orange 5 milligram tablett, en lila 10 milligram tablett, en vitgul 25 milligram tablett, en blå 50 milligram tablett och en ljusorangevit 100 milligram tablett. Tabletterna är runda med färger. Hur god funktion Molindon har, det vill säga hur stark effekten är, har det skrivits lite om. När det kommer till verkningsmekanismen så har Molindon en receptorprofil som liknar den som finns för neuroleptikumet Quetiapin (Seroquel).